# Dendroleon wuzhishanus
Dendroleon wuzhishanus är en insektsart som beskrevs av C.-k. Yang in C.-k. Yang och X.-l. Wang 2002. Dendroleon wuzhishanus ingår i släktet Dendroleon och familjen myrlejonsländor. Inga underarter finns listade i Catalogue of Life.